# Флорис (Пернамбуку)
Флорис (порт. Flores)  —  муниципалитет в Бразилии, входит в штат Пернамбуку. Составная часть мезорегиона Сертан штата Пернамбуку. Входит в экономико-статистический  микрорегион Вали-ду-Пажеу. Население составляет 20 519 человек на 2007 год. Занимает площадь 1 011 км².
Праздник города — 11 сентября. 